# إد وارد (كاتب)
إد وارد (بالإنجليزية: Ed Ward)‏ هو كاتب أمريكي، ولد في 1948 في نيويورك في الولايات المتحدة.